# Anna Freud
Anna Freud (geboren am 3. Dezember 1895 in Wien, Österreich-Ungarn; gestorben am 9. Oktober 1982 in London, Vereinigtes Königreich) war eine österreichisch-britische Psychoanalytikerin und Tochter Sigmund Freuds. Bekannt wurde sie durch ihre Arbeiten zur psychoanalytischen Pädagogik und Kinderanalyse einerseits und jene über Abwehrmechanismen andererseits. Im Jahr 1938 floh sie gemeinsam mit ihren Eltern und Geschwistern nach Großbritannien und erwarb die britische Staatsbürgerschaft.

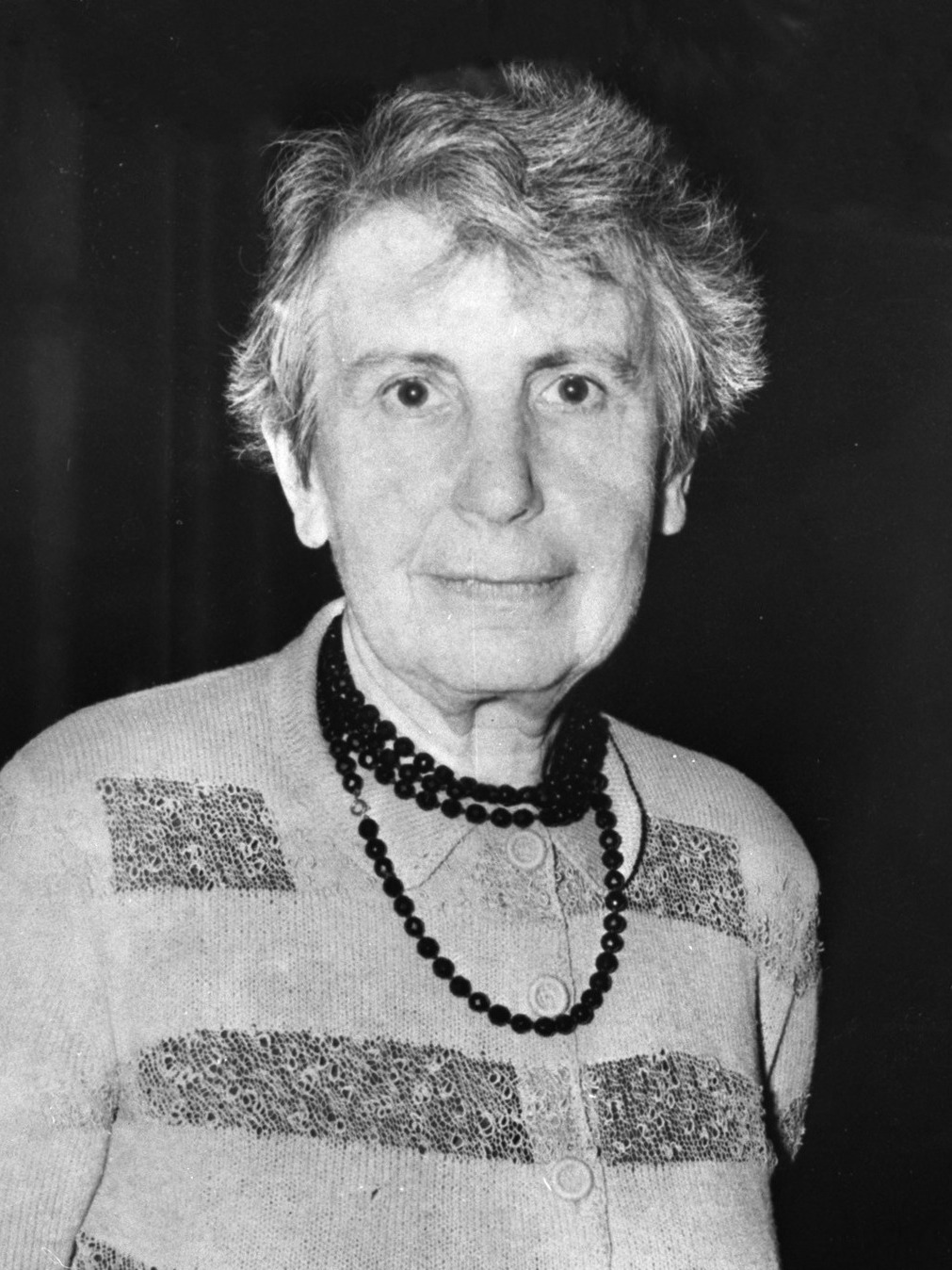
Anna Freud, 1957

## Leben

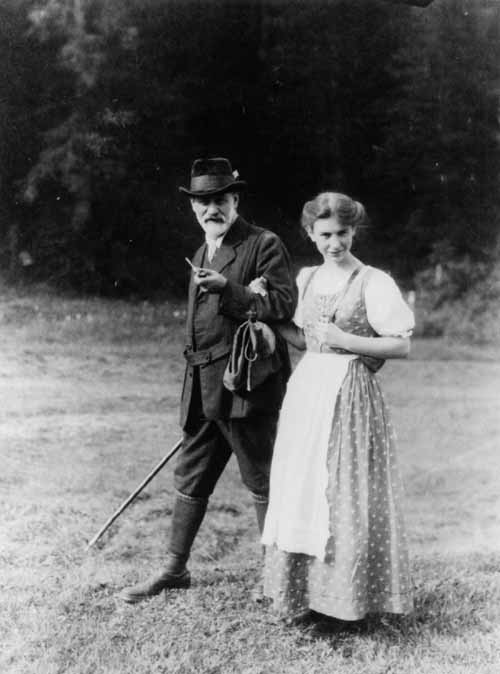
Sigmund und Anna Freud in den Dolomiten 1913

Anna war das jüngste der sechs Kinder von Sigmund und Martha Freud. Sie wurde nach Freuds Schwester Anna (1858–1955) benannt. Diese Schwester hatte 1883 den Kaufmann Eli Bernays geheiratet, drei Jahre bevor Sigmund Freud dessen Schwester Martha Bernays heiratete.
Anfang 1910 ließen die Eltern Anna mit dem Schulbesuch aussetzen. „Sie hatte nicht nur nach einer Blinddarmoperation Gewicht verloren, sondern wirkte auf die Familienmitglieder ganz allgemein ein wenig zu unvernünftig.“ Ab Juni 1910 war sie bei Ludwig Jekels, einem Freund und Kollegen ihres Vaters, in dessen Privatsanatorium in Bistrai in Behandlung. Ihre Tante Minna Bernays, die gemeinsam mit ihr und ihrer Schwester Sophie in Bistrai kurte, schrieb an Sigmund Freud, dass Anna zwar zugenommen habe, aber „doch noch ein kleines Meschuggenes“ sei. Jekels sei dagegen, sie nach Wien und in die Schule zurückzubringen. Die große Schwester, bei der Anna dann zu Schulbeginn in Wien wohnte, weil die Eltern noch auf Reisen waren, meinte, Annerl sei „ein armes Tier und quäl[e] sich schrecklich mit allem“, stellte jedoch eine „relative Vernunft in Bezug auf die Schule“ fest. Anna holte im Oktober wegen des fehlenden Abschlusszeugnisses für das vergangene Schuljahr eine Prüfung nach und legte im Juli 1912 am Cottage Lyzeum in Wien die Reifeprüfung mit Auszeichnung ab.
Anna Freud wurde zunächst Lehrerin und unterrichtete von 1917 bis 1920 am Wiener Billrothgymnasium, doch galt ihr Interesse schon früh der Psychoanalyse. Sie absolvierte eine Lehranalyse bei ihrem Vater und wurde schließlich selbst als Psychoanalytikerin tätig; 1923 eröffnete sie in der Berggasse 19 neben den Räumlichkeiten ihres Vaters ihre eigene Praxis.
Als treusorgende Tochter war Anna Freud für ihren Vater als Sekretärin und Assistentin tätig, organisierte seine Auftritte, pflegte den Krebskranken und vertrat ihn auf Kongressen. In den 1920er Jahren freundete sie sich, wie zuvor schon ihr Vater, mit Lou Andreas-Salomé an, einer russisch-deutschen Psychoanalytikerin und Vertrauten von Nietzsche und Rilke.
Ungefähr von 1925 an lebte sie mit Dorothy Tiffany Burlingham zusammen, einer New Yorker Millionenerbin. Beide wiesen jedoch Vermutungen auf eine homosexuelle Beziehung von sich. 1931 kauften die beiden in Hochroterd im südlichen Wienerwald ein Wochenendhaus. 1937 eröffneten sie am Rudolfsplatz im 1. Wiener Bezirk die „Jackson Day Nursery“.
Nach dem Anschluss Österreichs durch das Deutsche Reich wurde Anna Freud am 22. März 1938 von der Gestapo in Wien verhört. Am 4. Juni 1938 flohen Sigmund Freud, seine Frau Martha und ihre Kinder, darunter Anna, gemeinsam mit Dorothy und deren vier Kindern nach London. Annas Bruder Ernst L. Freud war bereits 1933 dorthin emigriert. Im besetzten Frankreich standen ihre Werke auf einer Verbotsliste, der „Liste Otto“.
Anna Freud wurde Lehranalytikerin der British Psycho-Analytical Society. Nach dem Tod ihres Vaters 1939 kam es zwischen Anna Freud und Melanie Klein und ihren jeweiligen Anhängern zu äußerst kontroversen Diskussionen, die nicht nur die Kinderanalyse, sondern die gesamte Ausrichtung der Psychoanalyse betrafen. Eine Spaltung der britischen psychoanalytischen Vereinigung konnte mit Mühe verhindert werden. Neben den beiden Hauptgruppen bildete sich eine dritte Gruppe der „Unabhängigen“.
1945 gründete Anna zusammen mit anderen die Zeitschrift Psychoanalytic Study of the Child.
Anna Freud und ihre Lebenspartnerin Dorothy Tiffany Burlingham gründeten zusammen mit der Kinderärztin Josefine Stross die Hampstead Nurseries, ein Heim, in dem sie Kriegskinder und Kriegswaisen betreuten. 1945 holte Anna Freud eine kleine Gruppe von Kindern aus Theresienstadt nach London. Sie wurden unter ihrer Aufsicht (Supervision) versorgt und betreut. Die Erinnerungen einiger Kinder wurden mit deren Erlaubnis veröffentlicht. Anna Freud selbst schrieb einen Artikel über sie, den sie 1951 in der von ihr gegründeten Zeitschrift veröffentlichte.
Nach dem Zweiten Weltkrieg bauten sie die Nurseries aus: Die Hampstead-Klinik für Kinder wurde ab 1947 zu einem international renommierten Lehrinstitut für Kindertherapie. In Übereinkunft mit der British Psychoanalytical Society wurde die Hampstead Clinic von Anfang an The Hampstead Child-Therapy Clinic genannt, obwohl die an der Klinik praktizierte und gelehrte Therapie-Methode die der Kinderpsychoanalyse war und ist. Anna Freud stand der Klinik ab 1952 als Direktorin vor. Sie war Namensgeberin bei der Umbenennung der Klinik, die heute mit dem Kürzel Anna Freud Centre bezeichnet wird.

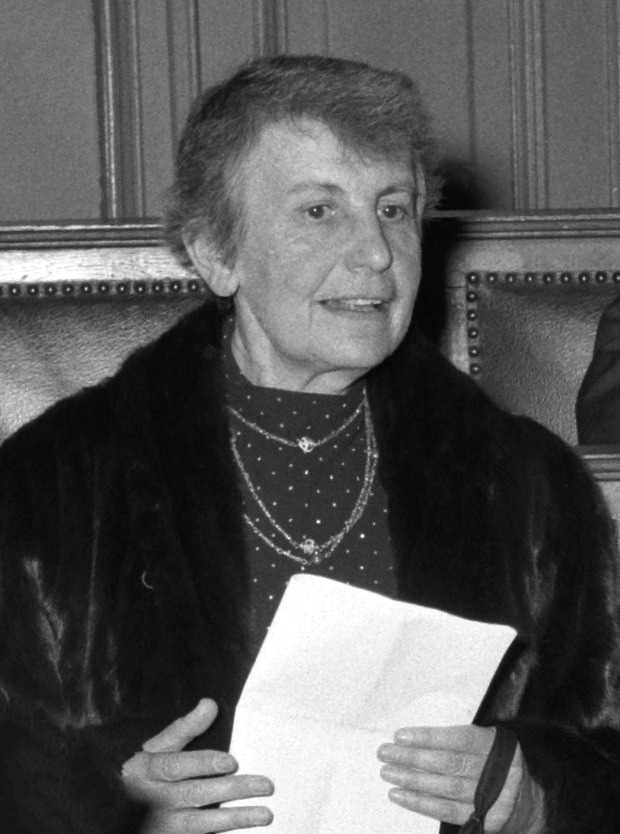
Anna Freud, 1956

Auch in den folgenden Jahrzehnten konzentrierten sich Anna Freuds Arbeiten vor allem auf Jugendliche und Kinder. Sie gilt neben Melanie Klein als Mitbegründerin der Kinderanalyse. Neben ihrem Schwerpunkt, der Analyse von kriegstraumatisierten Kindern, analysierte sie auch Erwachsene, darunter beispielsweise Marilyn Monroe.
Nach Sigmund Freuds Tod im Jahr 1939 übernahm Anna das Erbe ihres berühmten Vaters, wurde zur Doyenne der Psychoanalyse und verbrachte viel Zeit auf Vortragsreisen und Kongressen. Erst 1971 besuchte sie Wien nach ihrer Flucht: Ich war meine ganze Jugend lang von ganzem Herzen Wienerin und habe mich der Stadt sehr verbunden gefühlt, viel mehr, als mein Vater das je gefühlt hat.
Sie bewohnte das Freud-Haus in London bis zu ihrem Tod 1982, anschließend wurde dort ihrem Wunsch entsprechend ein Museum eingerichtet.
Anna Freud wurde im Golders Green Crematorium eingeäschert, wo sich ihre Urne neben denen ihrer Eltern, weiterer Familienmitglieder und der von Dorothy Burlingham befindet.
Im Jahr 2014 wurde in Wien-Leopoldstadt (2. Bezirk) der Freudplatz nach ihr und ihrem Vater benannt. Dort befindet sich seit 2015 die 2005 gegründete Sigmund Freud Privatuniversität Wien. In Berlin trägt ein berufsbildendes Oberstufenzentrum für Sozialpädagogik ihren Namen.

## Leistungen
Von 1927 bis 1934 war Anna Freud Generalsekretärin der Internationalen Psychoanalytischen Vereinigung (IPV). Auf deren zehntem Kongress vom 1. bis 3. September 1927 in Innsbruck hielt sie einen Vortrag zum Thema „Theorie der Kinder-Analyse“.
Danach wurde sie 1935 Direktorin des psychoanalytischen Ausbildungsinstitutes in Wien.
Mit ihrem 1936 erschienenen Buch Das Ich und die Abwehrmechanismen schuf Anna Freud ein Grundlagenwerk auf dem Gebiet der Ich-Psychologie, das heute zur Standardliteratur der Psychoanalyse zählt. Es beschreibt zehn aus der psychoanalytischen Literatur bekannte Abwehrmechanismen: Verdrängung, Regression, Reaktionsbildung, Isolierung, Ungeschehenmachen/Verleugnung, Projektion, Introjektion, Wendung gegen die eigene Person, Verkehrung ins Gegenteil, Verschiebung des Triebziels (Sublimierung).
Anna Freud fügt diesen aus der eigenen Beobachtung und Praxis gewonnene komplexe Abwehrtypen hinzu, die als Mischformen gelten können: die Identifikation mit dem Aggressor (Introjektion und Projektion) sowie die altruistische Abtretung (Projektion und Identifizierung). Der Begriff altruistische Abtretung stammt von Edward Bibring. Anna Freud schreibt hierzu: „Das schönste und ausführlichste Beispiel einer solchen altruistischen Abtretung an das geeignetere Objekt findet sich in dem Schauspiel Cyrano de Bergerac von Edmond Rostand.“
Zitate aus Das Ich und die Abwehrmechanismen:

„Die Entstehung der psychoanalytischen Lehre aus der Neuroseforschung macht es verständlich, dass die analytische Beobachtung vor allem immer auf den inneren Kampf zwischen Trieb und Ich gerichtet war, dessen Folgezustände die neurotischen Symptome sind. Die Arbeit des kindlichen Ichs zur Unlustvermeidung in direkter Gegenwehr gegen die Eindrücke aus der Außenwelt gehört der Normalpsychologie an. Ihre Folgen sind vielleicht schwerwiegend für die Ich- und Charakter-Bildung, aber sie sind nicht pathogen. Wo immer wir diese Ich-Leistung in klinischen analytischen Arbeiten geschildert finden, erscheint sie deshalb nicht als das eigentliche Objekt der Untersuchung, sondern ist immer nur ein Nebenprodukt der Beobachtung.“

„Aber auch dort in der infantilen Neurose, wo die Abwehr aus Realangst [d. h. Angst vor der Außenwelt] erfolgt war, hat die analytische Therapie sehr gute Aussicht auf Erfolg. Am einfachsten und unanalytischsten ist der Versuch des Analytikers, nach Rückgängigmachen des Abwehrvorgangs im Kind selbst, die Realität, nämlich die Erzieher des Kindes, so zu beeinflussen, dass weniger Realangst vorhanden ist.“

In Anerkennung ihrer Leistungen wurde sie 1967 von Königin Elisabeth II. als Commander des Order of the British Empire (CBE) ausgezeichnet, erhielt 1972 die Ehrendoktorwürde der Universität Wien und wurde von 1973 bis 1982 Ehrenpräsidentin der IPV.
Wenig bekannt ist, dass Anna Freud auch belletristische Texte verfasste, die in der Library of Congress in Washington verwahrt sind und 2014 erstmals veröffentlicht wurden.

## Auszeichnungen

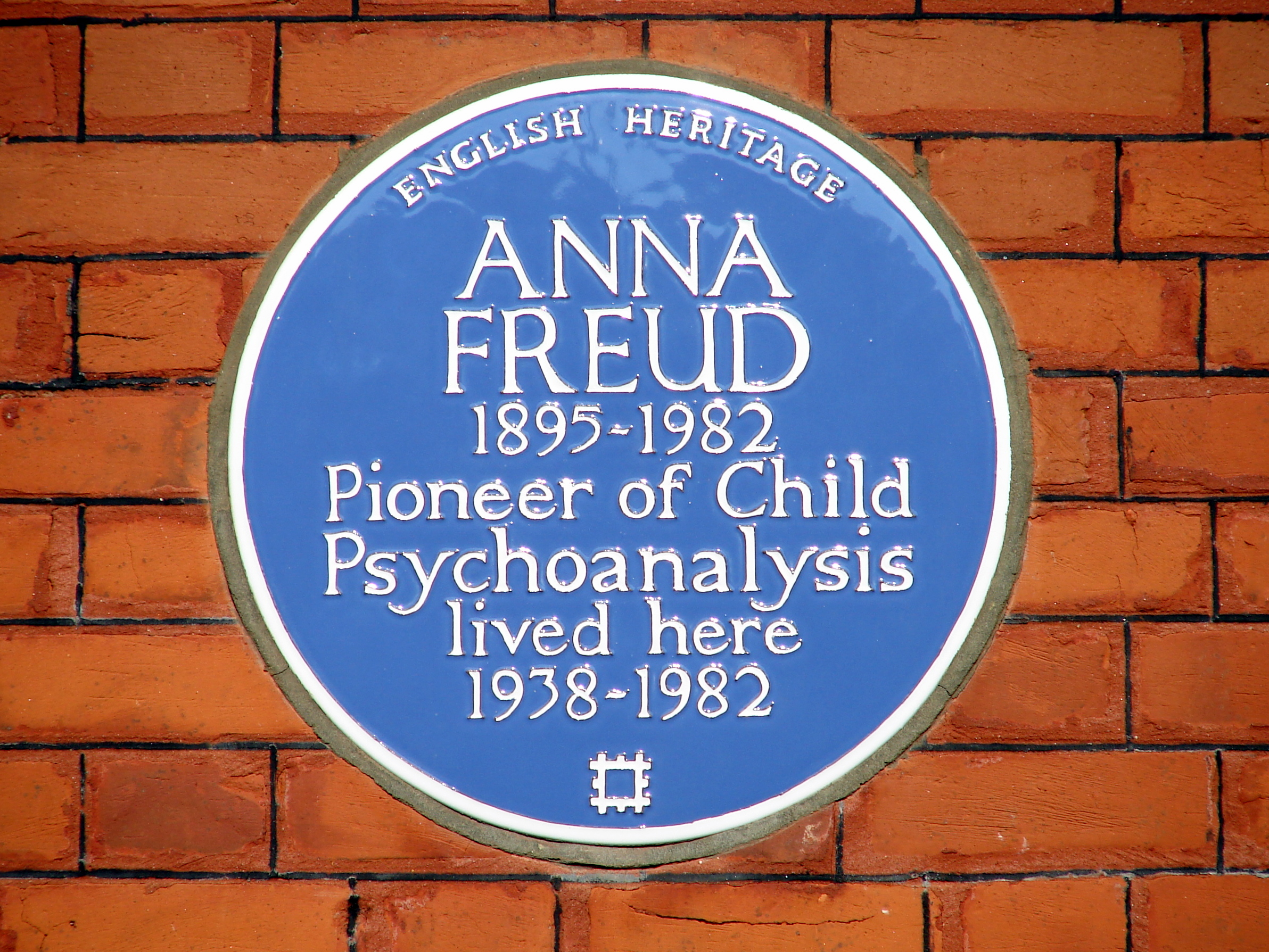
Gedenktafel für Anna Freud am Freud Museum in London

- 1959: Mitglied der American Academy of Arts and Sciences
- 1964: Kultureller Ehrenpreis der Landeshauptstadt München
- 1967: Commander des Order of the British Empire (CBE)
- 1971/72: Ehrendoktorat der Universität Wien, Medizinische Fakultät[18]
- 1975: Großes Goldenes Ehrenzeichen für Verdienste um die Republik Österreich[19]
- seit 2007 veranstaltet die Universitätsklinik für Psychoanalyse und Psychotherapie am Allgemeines Krankenhaus der Stadt Wien in Zusammenarbeit mit der Wiener Psychoanalytischen Vereinigung jährlich die Anna-Freud-Vorlesung.

## Schriften (Auswahl)
- Einführung in die Technik der Kinderanalyse. Psychoanalytischer Verlag, Wien 1927, ISBN 978-3-497-02111-6.[20]
- Einführung in die Psychoanalyse für Pädagogen. Hippokrates-Verlag, Stuttgart und Leipzig 1930.[21]
- Das Ich und die Abwehrmechanismen. Internationaler Psychoanalytischer Verlag, Wien 1936.[22]
- Kinder ohne Familie.[23]
- Kleine Kinder im Krieg.[23]
- Normality and pathology in childhood (1965)
- mit Thesi Bergmann: Kranke Kinder. S. Fischer, Frankfurt am Main.

### Werkausgabe
- Die Schriften der Anna Freud. Ausgabe in 10 Bänden. Von Anna Freud überarbeitete Übersetzungen mit Gesamtregister und Publikationsgeschichte der Veröffentlichungen von Anna Freud. Herausgegeben von Michael Schröter und Helga Watson. Fischer-Verlag, Frankfurt am Main, 1987

### Briefwechsel
- Anna Freud, Briefe an Eva Rosenfeld.[24] Herausgegeben von Peter Heller. Stroemfeld, Basel / Frankfurt am Main 1994, ISBN 978-3-86109-118-9
- Lou Andreas-Salomé, Anna Freud: »...als käm ich heim zu Vater und Schwester«: Briefwechsel 1919–1937 (2 Bde.). Herausgegeben von Daria A. Rothe und Inge Weber, Wallstein, Göttingen 2001, ISBN 978-3-89244-213-4; Taschenbuchausgabe: dtv, München 2004, ISBN 978-3-423-13287-9.
- Sigmund Freud und Anna Freud: Briefwechsel 1904–1938. Herausgegeben von Ingeborg Meyer-Palmedo. Frankfurt am Main 2006, ISBN 978-3-10-022750-8.

### Belletristische Veröffentlichungen
- Brigitte Spreitzer (Hrsg.): Anna Freud: Gedichte. Prosa. Übersetzungen. Böhlau, Wien, Köln, Weimar 2014, ISBN 978-3-205-79497-4.

### Belletristik
- Romy Seidel: Die Tochter meines Vaters. Anna Freud. In Wien fand sie die Liebe, in London ihren Traum. Piper, München 2021, ISBN 978-3-492-06254-1 (Roman).